# Šmikousy
Šmikousy jsou samota jižně od Hořoviček v okrese Rakovník ve Středočeském kraji. Od čtrnáctého století byla předchůdcem samoty stejnojmenná středověká vesnice rozdělená na několik drobných šlechtických statků. Ta zanikla nejpozději na začátku třicetileté války, ale na jejím místě zůstal stát hospodářský dvůr.

## Název
Původ názvu Šmikousy není zcela jasný. Jeho základem je slovo vous a první část jména nejspíše odkazuje na obecné jméno smyk nebo šmik (řez). Složenina pak může být přezdívkou pro lidi s odřenými, křivými nebo uřezanými vousy. V historických pramenech se jméno vsi objevuje ve tvarech: de Smycus (1393, podle Augusta Sedláčka 1383), de Czmikus (1392), de Scztmykuss (1395), de Smykus (okolo roku 1400), de Sczmikus (1413), Smykussye (1415), „Jan Šmikuský ze Žďára“ (1437), „Jan řečený Šmikovský ze Žďáru“ (1439), „in villa Ssmikusech“ (1463), v Šimkúsích (1499), v Šmikúsech (1525), Ssmikusy (1628), Schmikus (1846) a Šmikesy nebo též Schmikes a Schmikas (1895).

## Historie
První písemná zmínka o Šmikousích pochází z roku 1383, kdy ve vsi sídlil Bohuslav ze Šmikous. Vesnice byla koncem čtrnáctého století rozdělena na dvě části, z nichž jednu v letech 1395–1399 vlastnil Jan Čihák z Dubu a jinou okolo roku 1400 nějaký Petřík. V první čtvrtině patnáctého století po vesnici odvozovali svůj přídomek Žibřid (1413) a Václav Picek (1415), který si vyprosil šmikouskou odúmrť po sirotcích Závišovi a Petříkovi. V té době ke statku patřily také Křekovice. Václav Picek žil ještě v roce 1424, ale o pět let později vesnice patřila Janovi Šmikouskému ze Žďáru.
Rozdělení vsi přetrvávalo ještě v roce 1463, kdy pustý píčkovský dvůr získal Jenec mladší z Janovic, ale zbytek vlastnil Jindřich z Děkova. Dalšími majiteli byli v roce 1499 Mikuláš Penkar z Hejdy a roku 1525 Burian z Vahanče, který šmikouskou tvrz prodal Bernardu Bormanovi z Laufu. Nejspíše roku 1540 vesnici získal Václav Mašťovský z Kolovrat a jeho syn Bedřich Mašťovský z Kolovrat ji v roce 1579 prodal Vladislavovi Hrobčickému z Hrobčic. Ten Šmikousy připojil k pětipeskému panství, u kterého zůstaly do roku 1629. Samotná vesnice v té době už neexistovala, protože když byl Vladislav Hrobčický v roce 1623 odsouzen za účast na stavovském povstání k manské povinnosti, v rozsudku byly Šmikousy uvedeny jako zaniklá ves se dvorem a panským sídlem.
V roce 1629 se Šmikousy staly manskou odúmrtí, spravovanou královskou komorou, která ji o dva roky později prodala. Kupcem byl buď Jan Hochberger z Hendersdorfu, nebo Heřman Černín z Chudenic, který je měl připojit k Petrohradu. Vesnice už nebyla obnovena a dvůr ve druhé polovině dvacátého století sloužil státnímu statku.